# Juan de Zumárraga
Juan de Zumárraga (Durango, 1468. – Mexikóváros, 1548. június 3.) Új-Spanyolország második, a Mexikóvárosi főegyházmegye (akkor még egyházmegye) első püspöke volt.

## Élete
1468-ban született a vizcayai Villa de Durangóban egy szegény családban, Juan López de Zumárraga és Teresa Lares gyermekeként. Igen fiatalon csatlakozott a ferences rendhez, majd 1526-tól a Valladolid közelében található abrojói kolostorban telepedett le, ahol többek között inkvizítor és boszorkányüldöző is volt. Amikor az országgyűlés Valladolidban ülésezett, megismerte I. Károly királyt, aki olyannyira nagyra becsülte Zumárragát, hogy 1527. december 12-én mexikói püspökké és az indiánok védelmezőjévé nevezték ki (azonban püspökké szentelése egyelőre elmaradt).
1528. december 6-án érkezett meg Új-Spanyolországba, négy olyan bíró (Alonso de Parada, Francisco Maldonado, Juan Ortiz de Matienzo és Diego Delgadillo) társaságában, akik annak az audienciának a tagjai voltak, amelyet az egyébként indiánok ezreinek rabszolgaságáért felelős Nuño de Guzmán vezetett. Feladatuk az addig lezajlott gyarmatosítás vizsgálata volt, és annak kiderítése, hogy igazak-e azok a Spanyolországban megfogalmazódott vádak, miszerint Hernán Cortés fellázadt a király ellen. Zumárragának azonban számos konfliktusa volt az audiencia általa korruptnak és erőszakosnak tartott tagjaival, elsősorban Guzmánnal, aki például megölette a Calzontzin nevű michoacáni kacikát, mivel az nem adott neki elegendő aranyat. Zumárraga a spanyol hatóságokhoz elküldött jelentésében ezt írta: „A legfelsőbb bíróság bírái egészségtelen mohóságukkal mindenféle visszaéléseket követnek el. Indiánok ezreit osztják el maguk között, rabszolgákat vernek láncba, eladják az igazságszolgáltatást, magas rangú indiánokat ejtenek túszul, hogy váltságdíjat követeljenek értük, és minden mást, hogy egyre növeljék gazdagságukat. Olyan bosszúkat követnek el, hogy az egész országot felkelésbe szítják.” Végül úgy sikerült elérnie egy teljesen új audiencia kinevezését, hogy az első testület vezetője, Guzmán, félve, hogy Zumárraga nyomozásának következtében per indul ellene, inkább engedélyt szerzett újabb felfedezőutak lebonyolítására és a gyarmatosítás folytatására, és távozott az audiencia éléről. Az új testületet már Sebastián Ramírez de Fuenleal vezette, aki már átültette a gyakorlatba Zumárragának az indiánokkal való bánásmódról megfogalmazott követelményeit.
Zumárraga 1531-ben értesült arról, hogy az indián Juan Diego előtt a Tepeyac dombon állítólag megjelent Szűz Mária. A legenda szerint a püspök bizonyítékot kért erről, amit később meg is kapott: Juan Diego a jelenések helyszínén a decemberi idő ellenére rózsákat talált, amelyeket ayatéjébe gyűjtve vitt el a püspöknek, és amikor kibontotta a köteget, az ayatére festve megjelent Mária képe, az ettől kezdve Mexikó egyik legfontosabb jelképének számító Guadalupei Szűzanya. Egyesek Mária pupillájában emberalakokat, köztük magát Juan de Zumárragát vélik tükröződni.
Mindeközben Spanyolországban Zumárraga ellenfelei ugyanazokkal a bűnökkel kezdték vádolni a püspököt, amelyeket éppen ő maga hozott fel a gyarmati hatóságokkal szemben. Hogy a helyzetet tisztázni próbálja, visszautazott Madridba, ahol sikerrel cáfolta meg mind a 34 vádpontot, sőt, a királynak azt is sikerült elérnie VII. Kelemen pápánál, hogy végre hivatalosan is hozza létre a mexikóvárosi püspökséget, és hogy Zumárragát hivatalosan is püspökké lehessen szentelni. A felszentelésre 1533. április 27-én került sor a valladolidi Szent Ferenc-kolostorban.
1534-ben tért vissza Új-Spanyolországba hat apáca és néhány kézművescsalád kíséretében, akiknek az volt a feladata, hogy tudásukat majd terjesszék az indiánok körében. Zumárraga egyúttal magával vitte azt az 1530-as királyi rendeletet is, amelyben megtiltották az indiánok rabszolgaként való alkalmazását, de ennek csak 1535-től kezdve sikerült érvényt szereznie, amikor már kinevezték Új-Spanyolország első alkirályát, Antonio de Mendozát.
1535-ben inkvizitorrá nevezték ki, 1543-ig 183 esetet vitt végig, ezek közül az egyik leghírhedtebb az volt, hogy bálványimádás miatt máglyán elégettette Carlos Ometochtzint, Texcoco urát. Mindemellett megsemmisíttetett számos azték vallási dokumentumot is. Ezzel egy időben viszont segítette a katolikus vallás és az európaias kultúra terjesztését is, többek között elsőként használt nyomdát Új-Spanyolországban (a hittérítést segítő kiadványokat nyomtattatott rajta), és megalapított egy kórház mellett több ferences iskolát is mind indián, mind spanyol származású gyermekek számára: a tlatelolcói Colegio de Santa Cruz például a legtehetségesebb indiánok számára épült. Lépéseket tett továbbá egy egyetem megalapításának érdekében is, de ez életében nem valósult meg. Elérte viszont, hogy a mexikóvárosi püspökség érsekséggé váljon, így őt magát 1546. július 8-án érsekké léptették elő.
1548. június 3-án hunyt el Mexikóvárosban, földi maradványait az itteni székesegyház föld alatti kriptájában helyezték örök nyugalomra.

## Művei
- Apuntamientos acerca de las cosas de la Nueva España
- Doctrina Cristiana Breve para la Enseñanza de los Indios (1543)
- Doctrina breve muy provechosa (1543)
- Doctrina cristiana cierta y verdadera (1546)
- Regla Cristiana Breve (1547)[1]